# Juan d'Arienzo
Juan d'Arienzo, né le 14 décembre 1900 à Buenos Aires et mort le 14 janvier 1976, est un violoniste et chef d'orchestre de tango argentin connu sous le surnom de « El Rey del Compás » (Le Roi du tempo).

## Biographie
Fils d'immigrant italien, Juan d'Arienzo commence à 12 ans ses études de violon au conservatoire Mascagni, sous la tutelle de Pane. Rapidement, il joue en public et monte un trio avec Angel D'Agostino et Ernesto Bianchi.
À partir de 1934, il se produit au cabaret Chantecler. Durant cette période, il commence à développer un nouveau style qui connaîtra son apogée avec l'arrivée de Rodolfo Biagi dans sa formation. Exclusivement destinés à la danse, les arrangements de D'Arienzo mettent le piano à l'honneur, ce qui leur donnent un tempo et un rythme gai.
Mort en 1976, Juan d'Arienzo est enterré au cimetière Chacarita de Buenos Aires.

## Filmographie
- 1933 : ¡Tango! de Luis Moglia Barth